# Takanomyia scutellata
Takanomyia scutellata är en tvåvingeart som beskrevs av Louis-Paul Mesnil 1957. Takanomyia scutellata ingår i släktet Takanomyia och familjen parasitflugor. Inga underarter finns listade i Catalogue of Life.